# Hyla heinzsteinitzi
Espèce
Statut de conservation UICN

 CR B2ab(ii,iii,v); C2a(i) : 
En danger critique
Hyla heinzsteinitzi est une espèce d'amphibiens de la famille des Hylidae.

## Répartition
Cette espèce est présente en Israël et en Cisjordanie : près de Jérusalem dans seulement trois localités des Monts de Judée entre 730 et 895 m d'altitude : le réservoir de Mamilla, Wadi près de Moẕa et à Ein Fara (soit une surface de 13 km sur 6 km). Toutefois, les spécimens de Wadi et d'Ein Fara pourraient eux aussi provenir du réservoir de Mamilla, l'espèce ne serait alors connue que d'un site unique,.

## Étymologie
Cette espèce est nommée en l'honneur d'Heinz Steinitz.

## Publication originale
- Grach, Plesser & Werner, 2007 : A new, sibling, tree frog from Jerusalem (Amphibia: Anura: Hylidae). Journal of Natural History, vol. 41, no 9-12, p. 709-728.